# Nød
Botanisk set er nødder tørre frugter med én kim i hver. Nødder er rige på proteiner, fedtstoffer og vitaminer er beskyttet af en hård, ofte forveddet skal.
Gastronomisk set er nødder spiselige olieholdige kerner med hård skal.
|              |          | Botanisk                                                                                      | Botanisk                                                     |
| Nød          | Ikke nød |                                                                                               |                                                              |
| ------------ | -------- | --------------------------------------------------------------------------------------------- | ------------------------------------------------------------ |
| Gastronomisk | Nød      | - Hasselnød - Pistacienød - Bog - Ægte Kastanje - Chilensk hasselnød (Gevuina) - Macadamianød | - Cashew - Kokosnød - Mandel - Valnød - Jordnødder - Paranød |
| Gastronomisk | Ikke nød | - Hampefrø - Agern - Hestekastanje                                                            |                                                              |